# Socialistrevolutionära partiet

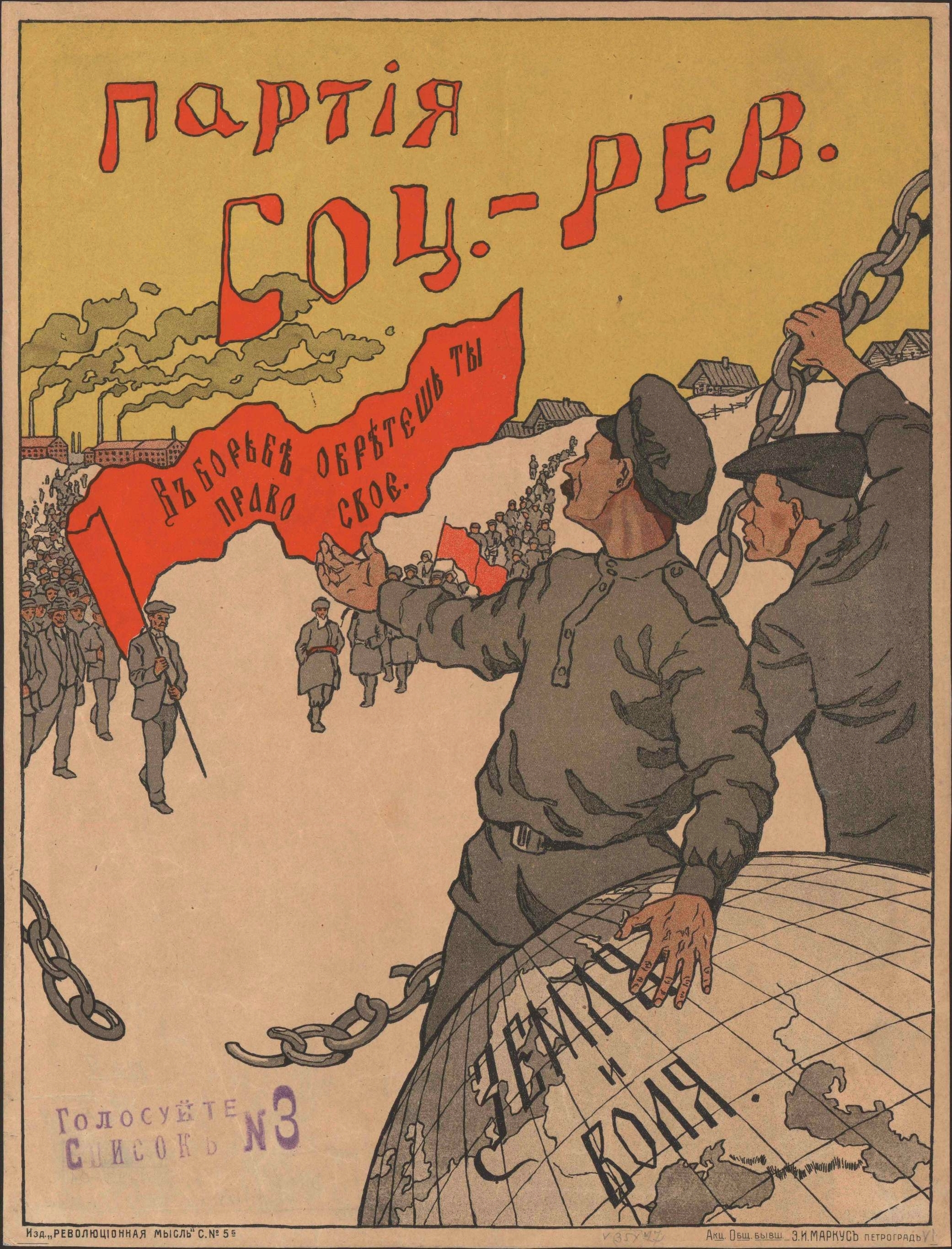
Socialistrevolutionära partiets valplansch, 1917. Slagorden i rött, "партия соц-рев", är en förkortning för Socialistrevolutionärernas parti.

Socialistrevolutionära partiet (ryska: Партия социалистов-революционеров (ПСР), эсеры), vanligen också översatt som Socialrevolutionära partiet, eller Socialrevolutionärerna (SR) var ett ryskt demokratiskt socialistiskt politiskt parti, aktivt under den tidiga delen av 1900-talet.

## Historia

### Förerevolutionen 1917
Socialrevolutionära partiet etablerades 1901 som en sammanslagning av ett stort antal socialrevolutionära grupperingar, som hade formats under slutet på 1800-talet. Många av medlemmarna hade varit en del av organisationen Narodnaja volja (folkets vilja). Andra kom från Arbetarnas Parti för Politisk Frihets inom Ryssland, skapat av Jekaterina Bresjkovskaja och Grigorij Gersjuni 1899. Viktor Tjernov, redaktören för det första partiorganet, Revoljutsionnaja Rossija (Revolutionära Ryssland), framträdde som den främste partiteoretikern. Andra partigrupper var Znamja Truda (Arbetarnas fana), Delo Naroda (Folkets sak), och Volja Naroda (Folkviljan). Gersjuni, Bresjkovskaja, A.A. Argunov, N.D. Avksentiev, M.R. Gots, Mark Natanson, N.I. Rakitnikov (Maksimov), N.S. Rusanov, I.A. Rubanovitj och Boris Savinkov var några av partiledarna.
Socialrevolutionärerna förespråkade demokratisk socialism och marksocialisering vilket gjorde att de hade ett stort stöd bland ryska småbönder i motsats till Rysslands socialdemokratiska arbetareparti som förespråkade landnationalisering. Deras program skilde sig från socialdemokraternas, såväl bolsjevikernas som mensjevikernas, genom att de inte stödde sig på marxistisk teori. SR byggde på synen att ryska småbönder, inte det industriella proletariatet, skulle bli den revolutionära samhällsklassen.
SR växte fram ur narodniken eller den ryska populistiska rörelsen. Med den ekonomiska tillväxten i Ryssland under 1890-talet, minskade deras lockelse då de växande skarorna av industriarbetare i städerna hade andra politiska intressen. Intentionen var att bredda konceptet av ”folket”, så att det innefattade alla element i samhället som motsatte sig Tsarens regim.
SR spelade en aktiv roll i den ryska revolutionen 1905, och i sovjeterna i Moskva och Sankt Petersburg. Även om partiet officiellt bojkottade den första duman 1906 så invaldes 34 partimedlemmar. Året därpå invaldes 37 partimedlemmar i den andra duman. Delar av partiet bojkottade den tredje och den fjärde duman mellan 1907 och 1917, medan en annan fraktion under Aleksandr Kerenskij deltog.
Terrorism, både politisk och agrar, var central för Socialistrevolutionärernas strategi för revolution. SR Motståndsorganisation (SRMO), ansvarig för morden på regeringsanställda, leddes av Gersjuni, och sköttes separat från partiet, för att inte riskera dess politiska aktioner. SRMO:s agenter mördade två inrikesministrar, Dmitrij Sipjagin och Vjatjeslav von Plehve, storhertig Sergej Alexandrovitj, guvernören för Ufa Nikolaj Bogdanovitj, och många andra högt uppsatta myndighetspersoner. År 1903 förråddes Gersjuni av sin assistent Jevno Azef, agent för den hemliga polisen Ochrana, och blev arresterad och anklagad för terrorism. Azef blev ny ledare för SRMO, och fortsatte arbeta för både SRMO och Ochranan, och var samtidigt ansvarig för terroristaktioner som han förrådde sina kamrater. Boris Savinkov utförde flera av terrordåden. 
Sent på året 1908 avslöjade den ryska mensjeviken Vladimir Burtsev att Azef var spion för polisen. Partiets centralkommitté blev ursinnig och tillsatte en tribunal där Burtsev anklagades för förtal. När Azef konfronterades med bevis vid rättegången och upptäcktes ljuga tvingades hans dock fly. Partiets centralkommitté, där största delen av medlemmarna var starkt knutna till Azef, tvingades också avgå. Många regionala organisationer, redan försvagade av revolutionens efterdyningar 1907, kollapsade eller blev inaktiva. Savinkovs försök att återuppbygga SRMO var inte heller framgångsrika.

### Revolutionen 1917
Efter februarirevolutionen 1917 tilläts SR att spela en större politisk roll och en av dess medlemmar Aleksandr Kerenskij ingick i den liberala provisoriska regeringen. Han var justitieminister från mars 1917, krigsminister från maj och efter julioroligheterna samma år efterträdde han Georgij Lvov som premiärminister. 
Under hösten 1917 splittrades det Socialrevolutionära partiet i en regeringstrogen fraktion och i en vänsterfraktion som stödde bolsjevikerna. De främsta orsakerna till partisplittringen var den provisoriska regeringens beslut att inte avbryta det ryska deltagandet i första världskriget och beslutet att skjuta upp genomförandet av en jordreform där mark skulle omfördelas till småbönder och dagsverkare. 
Vid sovjeternas andra kongress, den 25 oktober 1917, där bolsjevikerna proklamerade depositionen av den provisoriska regeringen, blev delningen inom Socialistrevolutionära partiet slutgiltig. Vänsterfraktionen stannade vid kongressen och framröstades till verkställande inom den permanenta VTsIK (Den fullständigt ryska centrala exekutiva kommittén), medan det moderata SR och dess allierade mensjeviker lämnade kongressen. I slutet av november anslöt sig vänsterfraktionen av SR till den bolsjevistiska regeringen.

### Efter revolutionen 1917
Socialrevolutionärernas inflytande avtog efter bolsjevikernas oktoberrevolution trots att de var det största partiet i valet till den konstituerande församlingen där de fick 57 procent av rösterna och bolsjevikerna bara 25 procent. Bolsjevikerna lämnade dock den konstituerande församlingen vilket ytterligare undergrävde Socialistrevolutionära partiets maktställning. Vänsterfalangen, som ingått i bolsjevikernas regering lämnade efter freden i Brest-Litovsk sina poster. Ett mindre antal i SR vänsterfraktion lämnade partiet och anslöt sig till bolsjevikerna.
Missnöjda med fredsfördraget i Brest-Litovsk mördade medlemmar ur SR:s vänsterfalang den tyska ambassadören i Sovjetunionen, Wilhelm von Mirbach-Harff. År 1918 genomförde anhängare till SR ett misslyckat kuppförsök, vilket resulterade i arresteringar och avrättningar. Efter detta radikaliserades Socialrevolutionärerna och en tidigare medlem, Fanny Kaplan, genomförde ett misslyckat mordförsök på Lenin den 30 augusti 1918. Under det ryska inbördeskriget stred tidigare medlemmar av SR i såväl den Röda som i den Gröna och Vita armén. Den största revolten mot bolsjevikerna, Tambovupproret, leddes av Aleksandr Antonov som tidigare var medlem i SR.